# ラブソングができるまで
『ラブソングができるまで』（Music and Lyrics）は、2007年製作のアメリカ映画である。監督・脚本はマーク・ローレンス、主演はヒュー・グラント、ドリュー・バリモア。全米第1位初登場を記録。

## ストーリー
1980年代に一世を風靡したバンド、PoPの元ボーカル・アレックス（ヒュー・グラント）の元に人気歌手のコーラ（ヘイリー・ベネット）から新曲の提供の依頼がきた。アレックスが曲を作りあぐねている時にたまたま水やりに来たソフィー（ドリュー・バリモア）が口ずさんだ歌を聴き、その才能を直感し作詞を依頼する。苦心しながら二人で作り上げた曲「愛に戻る道」はコーラに採用された。
しかし数日後、二人がコーラのスタジオを訪ねてみるとコーラは二人の作った曲を自分好みに大きく変えてしまっていた。ソフィーはコーラのアレンジに不満を持ったがアレックスは同業者としての自分の立場からソフィーが文句を言うのを止めようとする。ソフィーはそのことを不服に思いつつも追加依頼された歌詞を書き上げたがこのことがきっかけでアレックスとソフィーは決別してしまう。
その後、ソフィーが痩身ビジネスのほかの支店へ移動することが決まったためソフィーは、アレックスへの気持ちを完全に断ち切るために、マディソン・スクエア・ガーデンで行われたコーラのライブへ行く。ライブは進み、新曲の作者が紹介されたがそこにはソフィーの名は無く、アレックスのみが紹介された。それを客席で聞いたソフィーは会場から去ろうとするが、直後にアレックスがゲスト出演し、ソフィーに向けた歌を歌い始めた。その歌からアレックスの後悔を感じたソフィーは舞台裏に向かった。そこで仲直りをした二人のもとに「愛に戻る道」のイントロが流れてきたが、そのイントロは二人で作ったアレンジに戻っていた。それは、アレックスがコーラにかけあって説得していたためであった。

## キャスト
アレックス・フレッチャー
演 - ヒュー・グラント、日本語吹替 - 宮本充
1980年代に一世を風靡したバンド、PoPの元ボーカル。バンドが解散してからは、PoPのもう一人のボーカル・コリンが成功する一方で"PoPの元ボーカル"という肩書きから変化が無く、ナッツベリーなどの遊園地や同窓会のイベントで巡業をしている。
ソフィー・フィッシャー
演 - ドリュー・バリモア、日本語吹替 - 石塚理恵
姉と痩身ビジネスをしている。アレックスの雇っている植木の世話係の代理で部屋に来た時に作詞の才能をアレックスに見出され、一緒に曲を作ることになる。
コーラ・コーマン
演 - ヘイリー・ベネット、日本語吹替 - 内川藍維
人気歌手でアレックスに新曲の作成を依頼する。ブリトニー以上のスター。
クリス・ライリー
演 - ブラッド・ギャレット、日本語吹替 - 石田圭祐
アレックスのマネージャー。
ローンダ
演 - クリステン・ジョンストン、日本語吹替 - 塩田朋子
ソフィーの姉。アレックスの大ファン。
スローン・ケイツ
演 - キャンベル・スコット、日本語吹替 - 中村秀利
ソフィーが行っていた大学の文芸講座の講師。ソフィーと交際していたが、婚約者が帰国したため修羅場となり別れる。1年後ソフィーとの交際を書いた本『サリー・マイケルズ』がベストセラーとなる。

## スタッフ
- 監督：マーク・ローレンス
- 製作総指揮：ナンシー・ジュボーネン、ハル・ギャバ、ブルース・バーマン
- 製作：マーティン・シェイファー
- 脚本：マーク・ローレンス
- 音楽：アダム・シュレシンジャー
- 撮影：ハビエル・ペレズ・グローベット
- 編集：スーザン・E・モース

## 主題歌
- 「愛に戻る道」(Way Back Into Love)：ヒュー・グラント、ヘイリー・ベネット

映画はアレックスとソフィーがこの曲を作り上げていく過程を軸としている。またこの曲には、ヒュー・グラントとドリュー・バリモアが歌ったバージョンもあり、そちらは、劇中でアレックスがコーラに渡したデモ音源という扱いである。
- 「恋は突然」(Pop! Goes My Heart)：ヒュー・グラント

1984年のPoPのヒット曲という設定で、曲だけでなく1980年代風の安っぽく、下手な芝居のドラマが混ざったPVも製作された。これについてヒュー・グラントはデュラン・デュランを参考にしたとメイキングで語っている。

## メモ
- 主演のヒュー・グラントと監督のマーク・ローレンスは、2002年の『トゥー・ウィークス・ノーティス』でもそれぞれ主演・監督をしている。
- 原題Music and lyricsは直訳すると「楽曲と歌詞」だが、ここでは「作詞（誰々）・作曲（誰々）」という著作者を示す慣用表現をそのままタイトルにしたと思われる。